# Interlands Litouws voetbalelftal 2010-2019
Deze pagina toont een chronologisch en gedetailleerd overzicht van de interlands die het Litouws voetbalelftal heeft gespeeld in de periode 2010 – 2019.

## Interlands

### 2010
|                                                             |                                                                                                  |       |          |                                                                                        |
| 25 mei Vriendschappelijk № 258 «onderlinge duels» 18:00 uur | Oekraïne                                                                                         | 4 – 0 | Litouwen | Metaliststadion, Charkov Toeschouwers: 31.000 Scheidsrechter: Stanislav Soechina (RUS) |
| 25 mei Vriendschappelijk № 258 «onderlinge duels» 18:00 uur | Oleksandr Aliejev 10' Oleksandr Aliejev 17' Andrij Sjevtsjenko 68' (pen.) Andrij Sjevtsjenko 78' |       |          | Metaliststadion, Charkov Toeschouwers: 31.000 Scheidsrechter: Stanislav Soechina (RUS) |

|                                                            |          |       |         |                                                                                                 |
| 18 juni Baltische Beker № 259 «onderlinge duels» 18:00 uur | Litouwen | 0 – 0 | Letland | S. Dariaus- en S. Girėnostadion, Kaunas Toeschouwers: 1.000 Scheidsrechter: Hannes Kaasik (EST) |
| 18 juni Baltische Beker № 259 «onderlinge duels» 18:00 uur |          |       |         | S. Dariaus- en S. Girėnostadion, Kaunas Toeschouwers: 1.000 Scheidsrechter: Hannes Kaasik (EST) |

|                                                            |         |                                                     |          |                                                                                                 |
| 20 juni Baltische Beker № 260 «onderlinge duels» 18:00 uur | Estland | 0 – 2                                               | Litouwen | S. Dariaus- en S. Girėnostadion, Kaunas Toeschouwers: 600 Scheidsrechter: Andrejs Sipailo (LAT) |
| 20 juni Baltische Beker № 260 «onderlinge duels» 18:00 uur |         | 31' (pen.) Mantas Savėnas 90+2' Artūras Rimkevičius |          | S. Dariaus- en S. Girėnostadion, Kaunas Toeschouwers: 600 Scheidsrechter: Andrejs Sipailo (LAT) |

|                                                        |          |                                             |             |                                                                                                |
| 11 augustus Vriendschappelijk № 261 «onderlinge duels» | Litouwen | 0 – 2                                       | Wit-Rusland | S. Dariaus- en S. Girėnostadion, Kaunas Toeschouwers: 1.700 Scheidsrechter: Igor Satschi (MDA) |
| 11 augustus Vriendschappelijk № 261 «onderlinge duels» |          | 48' Vjatsjaslaw Hleb 90+2' Vjatsjaslaw Hleb |             | S. Dariaus- en S. Girėnostadion, Kaunas Toeschouwers: 1.700 Scheidsrechter: Igor Satschi (MDA) |

|                                                                        |          |       |           |                                                                                                |
| 3 september EK-kwalificatie Groep I № 262 «onderlinge duels» 19:15 uur | Litouwen | 0 – 0 | Schotland | S. Dariaus- en S. Girėnostadion, Kaunas Toeschouwers: 6.539 Scheidsrechter: Cüneyt Çakır (TUR) |
| 3 september EK-kwalificatie Groep I № 262 «onderlinge duels» 19:15 uur |          |       |           | S. Dariaus- en S. Girėnostadion, Kaunas Toeschouwers: 6.539 Scheidsrechter: Cüneyt Çakır (TUR) |

|                                                                        |          |                     |          |                                                                               |
| 7 september EK-kwalificatie Groep I № 263 «onderlinge duels» 20:00 uur | Tsjechië | 0 – 1               | Litouwen | Andrův stadion, Olomouc Toeschouwers: 12.038 Scheidsrechter: Alon Yefet (ISR) |
| 7 september EK-kwalificatie Groep I № 263 «onderlinge duels» 20:00 uur |          | 27' Darvydas Šernas |          | Andrův stadion, Olomouc Toeschouwers: 12.038 Scheidsrechter: Alon Yefet (ISR) |

|                                                                      |                                                             |       |                     |                                                                                             |
| 8 oktober EK-kwalificatie Groep I № 264 «onderlinge duels» 21:00 uur | Spanje                                                      | 3 – 1 | Litouwen            | Estadio El Helmántico, Salamanca Toeschouwers: 16.800 Scheidsrechter: Gianluca Rocchi (ITA) |
| 8 oktober EK-kwalificatie Groep I № 264 «onderlinge duels» 21:00 uur | Fernando Llorente 46' Fernando Llorente 56' David Silva 78' |       | 54' Darvydas Šernas | Estadio El Helmántico, Salamanca Toeschouwers: 16.800 Scheidsrechter: Gianluca Rocchi (ITA) |

|                                                                  |                                        |       |          |                                                                                     |
| 17 november Vriendschappelijk № 265 «onderlinge duels» 18:00 uur | Hongarije                              | 2 – 0 | Litouwen | Sóstóistadion, Székesfehérvár Toeschouwers: 4.500 Scheidsrechter: Bas Nijhuis (NED) |
| 17 november Vriendschappelijk № 265 «onderlinge duels» 18:00 uur | Tamás Priskin 61' Balázs Dzsudzsák 80' |       |          | Sóstóistadion, Székesfehérvár Toeschouwers: 4.500 Scheidsrechter: Bas Nijhuis (NED) |

### 2011
|                                                               |                                               |       |       | |
| 25 maart Vriendschappelijk № 266 «onderlinge duels» 20:30 uur | Litouwen                                      | 2 – 0 | Polen | S. Dariaus- en S. Girėnostadion, Kaunas Toeschouwers: 5.000 Scheidsrechter: Andris Treimanis (LAT) |
| 25 maart Vriendschappelijk № 266 «onderlinge duels» 20:30 uur | Saulius Mikoliūnas 18' Edgaras Česnauskis 29' |       |       | S. Dariaus- en S. Girėnostadion, Kaunas Toeschouwers: 5.000 Scheidsrechter: Andris Treimanis (LAT) |

|                                                                     |                         |       |                                                             |                                                                                                   |
| 29 maart EK-kwalificatie Groep I № 267 «onderlinge duels» 20:00 uur | Litouwen                | 1 – 3 | Spanje                                                      | S. Dariaus- en S. Girėnostadion, Kaunas Toeschouwers: 9.180 Scheidsrechter: Laurent Duhamel (FRA) |
| 29 maart EK-kwalificatie Groep I № 267 «onderlinge duels» 20:00 uur | Marius Stankevičius 57' |       | 19' Xavi Hernández 70' (e.d.) Tadas Kijanskas 83' Juan Mata | S. Dariaus- en S. Girėnostadion, Kaunas Toeschouwers: 9.180 Scheidsrechter: Laurent Duhamel (FRA) |

|                                                                   |                                        |       |          |                                                                                   |
| 3 juni EK-kwalificatie Groep I № 268 «onderlinge duels» 20:00 uur | Liechtenstein                          | 2 – 0 | Litouwen | Rheinparkstadion, Vaduz Toeschouwers: 1.886 Scheidsrechter: Artjom Koetsjin (KAZ) |
| 3 juni EK-kwalificatie Groep I № 268 «onderlinge duels» 20:00 uur | Philippe Erne 7' Michele Polverino 36' |       |          | Rheinparkstadion, Vaduz Toeschouwers: 1.886 Scheidsrechter: Artjom Koetsjin (KAZ) |

|                                                             |                           |       |          |                                                                                 |
| 7 juni Vriendschappelijk № 269 «onderlinge duels» 19:00 uur | Noorwegen                 | 1 – 0 | Litouwen | Ullevaalstadion, Oslo Toeschouwers: 12.945 Scheidsrechter: Stuart Attwell (ENG) |
| 7 juni Vriendschappelijk № 269 «onderlinge duels» 19:00 uur | Morten Gamst Pedersen 84' |       |          | Ullevaalstadion, Oslo Toeschouwers: 12.945 Scheidsrechter: Stuart Attwell (ENG) |

|                                                                  |                                                                    |       |         |                                                                                                 |
| 10 augustus Vriendschappelijk № 270 «onderlinge duels» 20:00 uur | Litouwen                                                           | 3 – 0 | Armenië | S. Dariaus- en S. Girėnostadion, Kaunas Toeschouwers: 500 Scheidsrechter: Andrejs Sipailo (LAT) |
| 10 augustus Vriendschappelijk № 270 «onderlinge duels» 20:00 uur | Arūnas Klimavičius 9' Edgaras Česnauskis 75' Ričardas Beniušis 78' |       |         | S. Dariaus- en S. Girėnostadion, Kaunas Toeschouwers: 500 Scheidsrechter: Andrejs Sipailo (LAT) |

|                                                                        |          |       |               | |
| 2 september EK-kwalificatie Groep I № 271 «onderlinge duels» 20:00 uur | Litouwen | 0 – 0 | Liechtenstein | S. Dariaus- en S. Girėnostadion, Kaunas Toeschouwers: 3.500 Scheidsrechter: Ken Henry Johnsen (NOR) |
| 2 september EK-kwalificatie Groep I № 271 «onderlinge duels» 20:00 uur |          |       |               | S. Dariaus- en S. Girėnostadion, Kaunas Toeschouwers: 3.500 Scheidsrechter: Ken Henry Johnsen (NOR) |

|                                                                        |                     |       |          |                                                                                     |
| 6 september EK-kwalificatie Groep I № 272 «onderlinge duels» 20:00 uur | Schotland           | 1 – 0 | Litouwen | Hampden Park, Glasgow Toeschouwers: 34.071 Scheidsrechter: Kristinn Jakobsson (ISL) |
| 6 september EK-kwalificatie Groep I № 272 «onderlinge duels» 20:00 uur | Steven Naismith 50' |       |          | Hampden Park, Glasgow Toeschouwers: 34.071 Scheidsrechter: Kristinn Jakobsson (ISL) |

|                                                                       |                            |       |                                                                       |                                                                                                   |
| 11 oktober EK-kwalificatie Groep I № 273 «onderlinge duels» 20:00 uur | Litouwen                   | 1 – 4 | Tsjechië                                                              | S. Dariaus- en S. Girėnostadion, Kaunas Toeschouwers: 4.000 Scheidsrechter: David Fernández (ESP) |
| 11 oktober EK-kwalificatie Groep I № 273 «onderlinge duels» 20:00 uur | Darvydas Šernas 68' (pen.) |       | 2' Michal Kadlec 16' Jan Rezek 45' Jan Rezek 85' (pen.) Michal Kadlec | S. Dariaus- en S. Girėnostadion, Kaunas Toeschouwers: 4.000 Scheidsrechter: David Fernández (ESP) |

### 2012
|                                                             |          |       |         |                                                                                           |
| 29 mei Vriendschappelijk № 274 «onderlinge duels» 19:45 uur | Litouwen | 0 – 0 | Rusland | Centre Sportif de Colovray, Nyon Toeschouwers: 1.000 Scheidsrechter: Mauro Bergonzi (ITA) |
| 29 mei Vriendschappelijk № 274 «onderlinge duels» 19:45 uur |          |       |         | Centre Sportif de Colovray, Nyon Toeschouwers: 1.000 Scheidsrechter: Mauro Bergonzi (ITA) |

|                                                           | |       |          |                                                                                             |
| 1 juni Baltische Beker № 275 «onderlinge duels» 16:30 uur | Letland | 5 – 0 | Litouwen | Võru Spordikeskuse Staadion, Võru Toeschouwers: 800 Scheidsrechter: Gediminas Mažeika (LTU) |
| 1 juni Baltische Beker № 275 «onderlinge duels» 16:30 uur | Aleksandrs Cauņa 12' (pen.) Edgars Gauračs 17' Aleksejs Višņakovs 35' Edgars Gauračs 48' Vitalijs Smirnovs 80' |       |          | Võru Spordikeskuse Staadion, Võru Toeschouwers: 800 Scheidsrechter: Gediminas Mažeika (LTU) |

|                                                           |                            |       |          |                                                                               |
| 3 juni Baltische Beker № 276 «onderlinge duels» 15:30 uur | Estland                    | 1 – 0 | Litouwen | Tamme Staadion, Tartu Toeschouwers: 1.094 Scheidsrechter: Hannes Kaasik (EST) |
| 3 juni Baltische Beker № 276 «onderlinge duels» 15:30 uur | Vladimir Voskoboinikov 18' |       |          | Tamme Staadion, Tartu Toeschouwers: 1.094 Scheidsrechter: Hannes Kaasik (EST) |

|                                                   |                      |       |                        |                                                                             |
| 7 juni Vriendschappelijk № 277 «onderlinge duels» | Wit-Rusland          | 1 – 1 | Litouwen               | Dinamostadion, Minsk Toeschouwers: 2.000 Scheidsrechter: Igor Satschi (MDA) |
| 7 juni Vriendschappelijk № 277 «onderlinge duels» | Stanislaw Drahun 79' |       | 42' Ramūnas Radavičius | Dinamostadion, Minsk Toeschouwers: 2.000 Scheidsrechter: Igor Satschi (MDA) |

|                                                                  |                  |       |          |                                                                                 |
| 15 augustus Vriendschappelijk № 278 «onderlinge duels» 20:30 uur | Macedonië        | 1 – 0 | Litouwen | Philip II Arena, Skopje Toeschouwers: 7.000 Scheidsrechter: Halis Özkahya (TUR) |
| 15 augustus Vriendschappelijk № 278 «onderlinge duels» 20:30 uur | Goran Pandev 54' |       |          | Philip II Arena, Skopje Toeschouwers: 7.000 Scheidsrechter: Halis Özkahya (TUR) |

|                                                                        |                     |       |                  |                                                                             |
| 7 september WK-kwalificatie Groep G № 279 «onderlinge duels» 20:15 uur | Litouwen            | 1 – 1 | Slowakije        | Vėtrastadion, Vilnius Toeschouwers: 4.200 Scheidsrechter: Carlos Clos (ESP) |
| 7 september WK-kwalificatie Groep G № 279 «onderlinge duels» 20:15 uur | Marius Žaliūkas 18' |       | 41' Marek Sapara | Vėtrastadion, Vilnius Toeschouwers: 4.200 Scheidsrechter: Carlos Clos (ESP) |

|                                                                         |                                        |       |          |                                                                                               |
| 11 september WK-kwalificatie Groep G № 280 «onderlinge duels» 20:45 uur | Griekenland                            | 2 – 0 | Litouwen | Georgios Karaiskákisstadion, Piraeus Toeschouwers: 21.466 Scheidsrechter: Mark Courtney (NIR) |
| 11 september WK-kwalificatie Groep G № 280 «onderlinge duels» 20:45 uur | Sotiris Ninis 55' Kostas Mitroglou 72' |       |          | Georgios Karaiskákisstadion, Piraeus Toeschouwers: 21.466 Scheidsrechter: Mark Courtney (NIR) |

|                                                             |               |                                               |          |                                                                               |
| 12 oktober WK-kwalificatie Groep G № 281 «onderlinge duels» | Liechtenstein | 0 – 2                                         | Litouwen | Rheinparkstadion, Vaduz Toeschouwers: 700 Scheidsrechter: Slavko Vinčić (SLO) |
| 12 oktober WK-kwalificatie Groep G № 281 «onderlinge duels» |               | 51' Edgaras Česnauskis 75' Edgaras Česnauskis |          | Rheinparkstadion, Vaduz Toeschouwers: 700 Scheidsrechter: Slavko Vinčić (SLO) |

|                                                                       |                                                      |       |          |                                                                                  |
| 16 oktober WK-kwalificatie Groep G № 282 «onderlinge duels» 20:00 uur | Bosnië en Herzegovina                                | 3 – 0 | Litouwen | Bilino Polje, Zenica Toeschouwers: 15.000 Scheidsrechter: Miroslav Zelinka (CZE) |
| 16 oktober WK-kwalificatie Groep G № 282 «onderlinge duels» 20:00 uur | Vedad Ibišević 28' Edin Džeko 35' Miralem Pjanić 41' |       |          | Bilino Polje, Zenica Toeschouwers: 15.000 Scheidsrechter: Miroslav Zelinka (CZE) |

|                                                        |                                                                                   |       |                                                        | |
| 14 november Vriendschappelijk № 283 «onderlinge duels» | Armenië                                                                           | 4 – 2 | Litouwen                                               | Republikeins Stadion Vazgen Sargsian, Jerevan Toeschouwers: 10.500 Scheidsrechter: Lasha Silagava (GEO) |
| 14 november Vriendschappelijk № 283 «onderlinge duels» | Edgar Manucharian 7' Karlen Mkrtchyan 50' Henrich Mchitarjan 55' Aras Özbiliz 72' |       | 66' Artūras Rimkevičius 82' (pen.) Artūras Rimkevičius | Republikeins Stadion Vazgen Sargsian, Jerevan Toeschouwers: 10.500 Scheidsrechter: Lasha Silagava (GEO) |

### 2013
|                                                                     |                    |       |                     |                                                                                      |
| 22 maart WK-kwalificatie Groep G № 284 «onderlinge duels» 20:10 uur | Slowakije          | 1 – 1 | Litouwen            | Štadión pod Dubňom, Žilina Toeschouwers: 12.000 Scheidsrechter: Michael Oliver (ENG) |
| 22 maart WK-kwalificatie Groep G № 284 «onderlinge duels» 20:10 uur | Martin Jakubko 40' |       | 19' Darvydas Šernas | Štadión pod Dubňom, Žilina Toeschouwers: 12.000 Scheidsrechter: Michael Oliver (ENG) |

|                                                     |                                                                           |       |                     |                                                                                    |
| 26 maart Vriendschappelijk № 285 «onderlinge duels» | Albanië                                                                   | 4 – 1 | Litouwen            | Qemal Stafastadion, Tirana Toeschouwers: 500 Scheidsrechter: Ivajlo Stojanov (BUL) |
| 26 maart Vriendschappelijk № 285 «onderlinge duels» | Alban Meha 33' Edgar Çani 38' Migjen Basha 44' Markus Palionis 59' (e.d.) |       | 74' Evaldas Razulis | Qemal Stafastadion, Tirana Toeschouwers: 500 Scheidsrechter: Ivajlo Stojanov (BUL) |

|                                                                   |          |                                |             |                                                                                     |
| 7 juni WK-kwalificatie Groep G № 286 «onderlinge duels» 20:45 uur | Litouwen | 0 – 1                          | Griekenland | LFF-stadion, Vilnius Toeschouwers: 8.500 Scheidsrechter: Olegário Benquerença (POR) |
| 7 juni WK-kwalificatie Groep G № 286 «onderlinge duels» 20:45 uur |          | 20' Lazaros Christodoulopoulos |             | LFF-stadion, Vilnius Toeschouwers: 8.500 Scheidsrechter: Olegário Benquerença (POR) |

|                                                                  |                                        |       |                           |                                                                                     |
| 14 augustus Vriendschappelijk № 287 «onderlinge duels» 19:30 uur | Luxemburg                              | 2 – 1 | Litouwen                  | Stade Josy Barthel, Luxemburg Toeschouwers: 958 Scheidsrechter: Arnold Hunter (NIR) |
| 14 augustus Vriendschappelijk № 287 «onderlinge duels» 19:30 uur | Aurélien Joachim 49' Stefano Bensi 80' |       | 15' Deivydas Matulevičius | Stade Josy Barthel, Luxemburg Toeschouwers: 958 Scheidsrechter: Arnold Hunter (NIR) |

|                                                                        |                                        |       |                           |                                                                                    |
| 6 september WK-kwalificatie Groep G № 288 «onderlinge duels» 21:10 uur | Letland                                | 2 – 1 | Litouwen                  | Skontostadion, Riga Toeschouwers: 7.306 Scheidsrechter: Sébastien Delferière (BEL) |
| 6 september WK-kwalificatie Groep G № 288 «onderlinge duels» 21:10 uur | Nauris Bulvītis 20' Artūrs Zjuzins 42' |       | 44' Deivydas Matulevičius | Skontostadion, Riga Toeschouwers: 7.306 Scheidsrechter: Sébastien Delferière (BEL) |

|                                                               |                                               |       |               |                                                                                     |
| 10 september WK-kwalificatie Groep G № 289 «onderlinge duels» | Litouwen                                      | 2 – 0 | Liechtenstein | Sūduvastadion, Marijampolė Toeschouwers: 1.955 Scheidsrechter: Lasha Silagava (GEO) |
| 10 september WK-kwalificatie Groep G № 289 «onderlinge duels» | Deivydas Matulevičius 18' Tadas Kijanskas 40' |       |               | Sūduvastadion, Marijampolė Toeschouwers: 1.955 Scheidsrechter: Lasha Silagava (GEO) |

|                                                             |                                          |       |         |                                                                              |
| 11 oktober WK-kwalificatie Groep G № 290 «onderlinge duels» | Litouwen                                 | 2 – 0 | Letland | LFF-stadion, Vilnius Toeschouwers: 2.900 Scheidsrechter: Petur Reinert (FAR) |
| 11 oktober WK-kwalificatie Groep G № 290 «onderlinge duels» | Fiodor Černych 8' Saulius Mikoliūnas 68' |       |         | LFF-stadion, Vilnius Toeschouwers: 2.900 Scheidsrechter: Petur Reinert (FAR) |

|                                                                       |          |                    |                       |                                                                                                |
| 15 oktober WK-kwalificatie Groep G № 291 «onderlinge duels» 19:00 uur | Litouwen | 0 – 1              | Bosnië en Herzegovina | S. Dariaus- en S. Girėnostadion, Kaunas Toeschouwers: 8.000 Scheidsrechter: Felix Zwayer (GER) |
| 15 oktober WK-kwalificatie Groep G № 291 «onderlinge duels» 19:00 uur |          | 68' Vedad Ibišević |                       | S. Dariaus- en S. Girėnostadion, Kaunas Toeschouwers: 8.000 Scheidsrechter: Felix Zwayer (GER) |

|                                                        |                  |       |                       |                                                                                      |
| 18 november Vriendschappelijk № 292 «onderlinge duels» | Moldavië         | 1 – 1 | Litouwen              | Stadionul Zimbru, Chișinău Toeschouwers: 4.794 Scheidsrechter: Alexandru Tudor (ROM) |
| 18 november Vriendschappelijk № 292 «onderlinge duels» | Artur Ioniţă 72' |       | 39' Mindaugas Kalonas | Stadionul Zimbru, Chișinău Toeschouwers: 4.794 Scheidsrechter: Alexandru Tudor (ROM) |

### 2014
|                                                    |                          |       |                     |                                                                                       |
| 5 maart Vriendschappelijk № 293 «onderlinge duels» | Kazachstan               | 1 – 1 | Litouwen            | Mardan Spor Kompleksi, Antalya Toeschouwers: 550 Scheidsrechter: Mikhail Vilkov (RUS) |
| 5 maart Vriendschappelijk № 293 «onderlinge duels» | Nurbol Zhumaskaliyev 68' |       | 4' Gediminas Vičius | Mardan Spor Kompleksi, Antalya Toeschouwers: 550 Scheidsrechter: Mikhail Vilkov (RUS) |

|                                                 |                       |       |         |                                                                                           |
| 29 mei Baltische Beker № 294 «onderlinge duels» | Litouwen              | 1 – 0 | Finland | Olimpiskais Centrs, Ventspils Toeschouwers: 631 Scheidsrechter: Vadims Direktorenko (LAT) |
| 29 mei Baltische Beker № 294 «onderlinge duels» | Arvydas Novikovas 42' |       |         | Olimpiskais Centrs, Ventspils Toeschouwers: 631 Scheidsrechter: Vadims Direktorenko (LAT) |

|                                                 |                    |       |          |                                                                                 |
| 31 mei Baltische Beker № 295 «onderlinge duels» | Letland            | 1 – 0 | Litouwen | Daugavastadion, Liepāja Toeschouwers: 2.300 Scheidsrechter: Kristo Tohver (EST) |
| 31 mei Baltische Beker № 295 «onderlinge duels» | Nauris Bulvītis 6' |       |          | Daugavastadion, Liepāja Toeschouwers: 2.300 Scheidsrechter: Kristo Tohver (EST) |

|                                                             |                                                   |       |                   |                                                                          |
| 6 juni Vriendschappelijk № 296 «onderlinge duels» 17:30 uur | Polen                                             | 2 – 1 | Litouwen          | PGE Arena, Gdańsk Toeschouwers: 33.074 Scheidsrechter: Minoru Tōjō (JPN) |
| 6 juni Vriendschappelijk № 296 «onderlinge duels» 17:30 uur | Arkadiusz Milik 59' Robert Lewandowski 79' (pen.) |       | 44' Lukas Spalvis | PGE Arena, Gdańsk Toeschouwers: 33.074 Scheidsrechter: Minoru Tōjō (JPN) |

|                                                                  |                           |       |                         |                                                                                                |
| 3 september Vriendschappelijk № 297 «onderlinge duels» 18:30 uur | Litouwen                  | 1 – 1 | V.A.E.                  | Tauernstadion, Matrei in Osttirol Toeschouwers: 200 Scheidsrechter: Robert Schörgenhofer (AUT) |
| 3 september Vriendschappelijk № 297 «onderlinge duels» 18:30 uur | Deivydas Matulevičius 42' |       | 90+3' Abdulaziz Sanqour | Tauernstadion, Matrei in Osttirol Toeschouwers: 200 Scheidsrechter: Robert Schörgenhofer (AUT) |

|                                                                        |            |                                                |          |                                                                                   |
| 8 september EK-kwalificatie Groep E № 298 «onderlinge duels» 20:30 uur | San Marino | 0 – 2                                          | Litouwen | Stadio Olimpico, Serravalle Toeschouwers: 986 Scheidsrechter: Libor Kovařík (CZE) |
| 8 september EK-kwalificatie Groep E № 298 «onderlinge duels» 20:30 uur |            | 5' Deivydas Matulevičius 36' Arvydas Novikovas |          | Stadio Olimpico, Serravalle Toeschouwers: 986 Scheidsrechter: Libor Kovařík (CZE) |

|                                                                      |                        |       |         |                                                                                  |
| 9 oktober EK-kwalificatie Groep E № 299 «onderlinge duels» 20:45 uur | Litouwen               | 1 – 0 | Estland | LFF-stadion, Vilnius Toeschouwers: 4.780 Scheidsrechter: Carlos Clos Gómez (ESP) |
| 9 oktober EK-kwalificatie Groep E № 299 «onderlinge duels» 20:45 uur | Saulius Mikoliūnas 76' |       |         | LFF-stadion, Vilnius Toeschouwers: 4.780 Scheidsrechter: Carlos Clos Gómez (ESP) |

|                                                                       |          |                                               |          |                                                                                    |
| 12 oktober EK-kwalificatie Groep E № 300 «onderlinge duels» 20:45 uur | Litouwen | 0 – 2                                         | Slovenië | LFF-stadion, Vilnius Toeschouwers: 4.500 Scheidsrechter: Mihalis Koukoulakis (GRE) |
| 12 oktober EK-kwalificatie Groep E № 300 «onderlinge duels» 20:45 uur |          | 33' Milivoje Novakovič 37' Milivoje Novakovič |          | LFF-stadion, Vilnius Toeschouwers: 4.500 Scheidsrechter: Mihalis Koukoulakis (GRE) |

|                                                                        |                                                                                        |       |          |                                                                                      |
| 15 november EK-kwalificatie Groep E № 301 «onderlinge duels» 20:45 uur | Zwitserland                                                                            | 4 – 0 | Litouwen | AFG Arena, Sankt Gallen Toeschouwers: 17.300 Scheidsrechter: Svein Oddvar Moen (NOR) |
| 15 november EK-kwalificatie Groep E № 301 «onderlinge duels» 20:45 uur | Giedrius Arlauskis 66' (e.d.) Fabian Schär 68' Xherdan Shaqiri 80' Xherdan Shaqiri 90' |       |          | AFG Arena, Sankt Gallen Toeschouwers: 17.300 Scheidsrechter: Svein Oddvar Moen (NOR) |

|                                                        |          |       |          |                                                                               |
| 18 november Vriendschappelijk № 302 «onderlinge duels» | Oekraïne | 0 – 0 | Litouwen | NSK Olimpiejsky, Kiev Toeschouwers: 5.300 Scheidsrechter: Aliyar Ağayev (AZE) |
| 18 november Vriendschappelijk № 302 «onderlinge duels» |          |       |          | NSK Olimpiejsky, Kiev Toeschouwers: 5.300 Scheidsrechter: Aliyar Ağayev (AZE) |

### 2015
|                                                           |                                                                    |       |          |                                                                                   |
| 27 maart EK-kwalificatie Groep E № 303 «onderlinge duels» | Engeland                                                           | 4 – 0 | Litouwen | Wembley Stadium, Londen Toeschouwers: 83.671 Scheidsrechter: Pavel Královec (CZE) |
| 27 maart EK-kwalificatie Groep E № 303 «onderlinge duels» | Wayne Rooney 7' Danny Welbeck 45' Danny Welbeck 58' Harry Kane 73' |       |          | Wembley Stadium, Londen Toeschouwers: 83.671 Scheidsrechter: Pavel Královec (CZE) |

|                                                   |                                                                               |       |          |                                                                                        |
| 5 juni Vriendschappelijk № 304 «onderlinge duels» | Hongarije                                                                     | 4 – 0 | Litouwen | Nagyerdei-stadion, Debrecen Toeschouwers: 6.218 Scheidsrechter: Miroslav Zelinka (CZE) |
| 5 juni Vriendschappelijk № 304 «onderlinge duels» | Zoltán Stieber 16' Balázs Dzsudzsák 21' Nemanja Nikolić 30' Tamás Priskin 31' |       |          | Nagyerdei-stadion, Debrecen Toeschouwers: 6.218 Scheidsrechter: Miroslav Zelinka (CZE) |

|                                                             |                                    |       |          |                                                                                |
| 8 juni Vriendschappelijk № 305 «onderlinge duels» 20:00 uur | Malta                              | 2 – 0 | Litouwen | Ta' Qalistadion, Ta' Qali Toeschouwers: 950 Scheidsrechter: Sven Bindels (LUX) |
| 8 juni Vriendschappelijk № 305 «onderlinge duels» 20:00 uur | Paul Fenech 62' Alfred Effiong 79' |       |          | Ta' Qalistadion, Ta' Qali Toeschouwers: 950 Scheidsrechter: Sven Bindels (LUX) |

|                                                                    |                    |       |                                     |                                                                              |
| 14 juni EK-kwalificatie Groep E № 306 «onderlinge duels» 20:45 uur | Litouwen           | 1 – 2 | Zwitserland                         | LFF-stadion, Vilnius Toeschouwers: 4.786 Scheidsrechter: Craig Thomson (SCO) |
| 14 juni EK-kwalificatie Groep E № 306 «onderlinge duels» 20:45 uur | Fiodor Černych 64' |       | 69' Josip Drmić 84' Xherdan Shaqiri | LFF-stadion, Vilnius Toeschouwers: 4.786 Scheidsrechter: Craig Thomson (SCO) |

|                                                                        |                          |       |          |                                                                                   |
| 5 september EK-kwalificatie Groep E № 307 «onderlinge duels» 18:00 uur | Estland                  | 1 – 0 | Litouwen | A. Le Coq Arena, Tallinn Toeschouwers: 6.621 Scheidsrechter: Oliver Drachta (AUT) |
| 5 september EK-kwalificatie Groep E № 307 «onderlinge duels» 18:00 uur | Konstantin Vassiljev 71' |       |          | A. Le Coq Arena, Tallinn Toeschouwers: 6.621 Scheidsrechter: Oliver Drachta (AUT) |

|                                                              |                                       |       |                     |                                                                               |
| 8 september EK-kwalificatie Groep E № 308 «onderlinge duels» | Litouwen                              | 2 – 1 | San Marino          | LFF-stadion, Vilnius Toeschouwers: 3.400 Scheidsrechter: Clayton Pisani (MLT) |
| 8 september EK-kwalificatie Groep E № 308 «onderlinge duels» | Fiodor Černych 7' Lukas Spalvis 90+2' |       | 55' Matteo Vitaioli | LFF-stadion, Vilnius Toeschouwers: 3.400 Scheidsrechter: Clayton Pisani (MLT) |

|                                                                      |                    |       |                              |                                                                                    |
| 9 oktober EK-kwalificatie Groep E № 309 «onderlinge duels» 20:45 uur | Slovenië           | 1 – 1 | Litouwen                     | Stožicestadion, Ljubljana Toeschouwers: 10.400 Scheidsrechter: Björn Kuipers (NED) |
| 9 oktober EK-kwalificatie Groep E № 309 «onderlinge duels» 20:45 uur | Valter Birsa 45+1' |       | 79' (pen.) Arvydas Novikovas | Stožicestadion, Ljubljana Toeschouwers: 10.400 Scheidsrechter: Björn Kuipers (NED) |

|                                                                       |          |                                                                            |          |                                                                            |
| 12 oktober EK-kwalificatie Groep E № 310 «onderlinge duels» 20:45 uur | Litouwen | 0 – 3                                                                      | Engeland | LFF-stadion, Vilnius Toeschouwers: 5.051 Scheidsrechter: Kenn Hansen (DEN) |
| 12 oktober EK-kwalificatie Groep E № 310 «onderlinge duels» 20:45 uur |          | 29' Ross Barkley 35' (e.d.) Giedrius Arlauskis 62' Alex Oxlade-Chamberlain |          | LFF-stadion, Vilnius Toeschouwers: 5.051 Scheidsrechter: Kenn Hansen (DEN) |

### 2016
|                                                               |                     |       |          |                                                                                                 |
| 23 maart Vriendschappelijk № 311 «onderlinge duels» 19:00 uur | Roemenië            | 1 – 0 | Litouwen | Stadionul Marin Anastasovici, Giurgiu Toeschouwers: 4.368 Scheidsrechter: David Fernández (ESP) |
| 23 maart Vriendschappelijk № 311 «onderlinge duels» 19:00 uur | Nicolae Stanciu 65' |       |          | Stadionul Marin Anastasovici, Giurgiu Toeschouwers: 4.368 Scheidsrechter: David Fernández (ESP) |

|                                                               |                                                              |       |          |                                                                                    |
| 26 maart Vriendschappelijk № 312 «onderlinge duels» 17:00 uur | Rusland                                                      | 3 – 0 | Litouwen | Otkrytieje Arena, Moskou Toeschouwers: 35.406 Scheidsrechter: Daniele Orsato (ITA) |
| 26 maart Vriendschappelijk № 312 «onderlinge duels» 17:00 uur | Fjodor Smolov 41' Aleksandr Golovin 61' Denis Gloesjakov 72' |       |          | Otkrytieje Arena, Moskou Toeschouwers: 35.406 Scheidsrechter: Daniele Orsato (ITA) |

|                                                           |                                        |       |         | |
| 29 mei Baltische Beker № 313 «onderlinge duels» 15:00 uur | Litouwen                               | 2 – 0 | Estland | Klaipedos Centrinis Stadionas, Klaipėda Toeschouwers: 3.700 Scheidsrechter: Aleksandrs Anufrijevs (LAT) |
| 29 mei Baltische Beker № 313 «onderlinge duels» 15:00 uur | Nerijus Valskis 30' Fiodor Černych 45' |       |         | Klaipedos Centrinis Stadionas, Klaipėda Toeschouwers: 3.700 Scheidsrechter: Aleksandrs Anufrijevs (LAT) |

|                                                           |                                        |       |                    |                                                                                  |
| 1 juni Baltische Beker № 314 «onderlinge duels» 18:00 uur | Letland                                | 2 – 1 | Litouwen           | Daugavastadion, Liepāja Toeschouwers: 2.305 Scheidsrechter: Roomer Tarajev (EST) |
| 1 juni Baltische Beker № 314 «onderlinge duels» 18:00 uur | Artūrs Zjuzins 50' Artjoms Rudņevs 71' |       | 84' Fiodor Černych | Daugavastadion, Liepāja Toeschouwers: 2.305 Scheidsrechter: Roomer Tarajev (EST) |

|                                                   |       |       |          |                                                                                 |
| 6 juni Vriendschappelijk № 315 «onderlinge duels» | Polen | 0 – 0 | Litouwen | Stadion Miejski, Wrocław Toeschouwers: 33.027 Scheidsrechter: Filip Glova (SVK) |
| 6 juni Vriendschappelijk № 315 «onderlinge duels» |       |       |          | Stadion Miejski, Wrocław Toeschouwers: 33.027 Scheidsrechter: Filip Glova (SVK) |

|                                                                        |                                        |       |                                    |                                                                                  |
| 4 september WK-kwalificatie Groep F № 316 «onderlinge duels» 18:00 uur | Litouwen                               | 2 – 2 | Slovenië                           | LFF-stadion, Vilnius Toeschouwers: 4.114 Scheidsrechter: Artur Soares Dias (POR) |
| 4 september WK-kwalificatie Groep F № 316 «onderlinge duels» 18:00 uur | Fiodor Černych 32' Vykintas Slivka 34' |       | 77' Rene Krhin 90+3' Boštjan Cesar | LFF-stadion, Vilnius Toeschouwers: 4.114 Scheidsrechter: Artur Soares Dias (POR) |

|                                                                      |                    |       |                   |                                                                                 |
| 8 oktober WK-kwalificatie Groep F № 317 «onderlinge duels» 20:45 uur | Schotland          | 1 – 1 | Litouwen          | Hampden Park, Glasgow Toeschouwers: 35.966 Scheidsrechter: Tobias Stieler (GER) |
| 8 oktober WK-kwalificatie Groep F № 317 «onderlinge duels» 20:45 uur | James McArthur 89' |       | 9' Fiodor Černych | Hampden Park, Glasgow Toeschouwers: 35.966 Scheidsrechter: Tobias Stieler (GER) |

|                                                                       |                                                 |       |       |                                                                          |
| 11 oktober WK-kwalificatie Groep F № 318 «onderlinge duels» 20:45 uur | Litouwen                                        | 2 – 0 | Malta | LFF-stadion, Vilnius Toeschouwers: 5.067 Scheidsrechter: Jesús Gil (ESP) |
| 11 oktober WK-kwalificatie Groep F № 318 «onderlinge duels» 20:45 uur | Fiodor Černych 75' Arvydas Novikovas 84' (pen.) |       |       | LFF-stadion, Vilnius Toeschouwers: 5.067 Scheidsrechter: Jesús Gil (ESP) |

|                                                                        |                                                                   |       |          | |
| 11 november WK-kwalificatie Groep F № 319 «onderlinge duels» 20:45 uur | Slowakije                                                         | 4 – 0 | Litouwen | Štadión Antona Malatinského, Trnava Toeschouwers: 9.653 Scheidsrechter: Anastasios Sidiropoulos (GRE) |
| 11 november WK-kwalificatie Groep F № 319 «onderlinge duels» 20:45 uur | Adam Nemec 12' Juraj Kucka 15' Martin Škrtel 36' Marek Hamšík 86' |       |          | Štadión Antona Malatinského, Trnava Toeschouwers: 9.653 Scheidsrechter: Anastasios Sidiropoulos (GRE) |

### 2017
|                                                               |                                                               |       |          |                                                                                       |
| 22 maart Vriendschappelijk № 320 «onderlinge duels» 18:00 uur | Tsjechië                                                      | 3 – 0 | Litouwen | Městský stadion, Ústí nad Labem Toeschouwers: 3.959 Scheidsrechter: Alain Bieri (SUI) |
| 22 maart Vriendschappelijk № 320 «onderlinge duels» 18:00 uur | Tomáš Hořava 48' (pen.) Jakub Jankto 64' Michael Krmenčík 79' |       |          | Městský stadion, Ústí nad Labem Toeschouwers: 3.959 Scheidsrechter: Alain Bieri (SUI) |

|                                                                     |                                   |       |          |                                                                                 |
| 26 maart WK-kwalificatie Groep F № 321 «onderlinge duels» 20:45 uur | Engeland                          | 2 – 0 | Litouwen | Wembley Stadium, Londen Toeschouwers: 77.690 Scheidsrechter: Ruddy Buquet (FRA) |
| 26 maart WK-kwalificatie Groep F № 321 «onderlinge duels» 20:45 uur | Jermain Defoe 21' Jamie Vardy 66' |       |          | Wembley Stadium, Londen Toeschouwers: 77.690 Scheidsrechter: Ruddy Buquet (FRA) |

|                                                                    |                         |       |                                     |                                                                             |
| 10 juni WK-kwalificatie Groep F № 322 «onderlinge duels» 20:45 uur | Litouwen                | 1 – 2 | Slowakije                           | LFF-stadion, Vilnius Toeschouwers: 4.800 Scheidsrechter: Manuel Gräfe (GER) |
| 10 juni WK-kwalificatie Groep F № 322 «onderlinge duels» 20:45 uur | Arvydas Novikovas 90+3' |       | 32' Vladimír Weiss 58' Marek Hamšík | LFF-stadion, Vilnius Toeschouwers: 4.800 Scheidsrechter: Manuel Gräfe (GER) |

|                                                                        |          |                                                              |           |                                                                                        |
| 1 september WK-kwalificatie Groep F № 323 «onderlinge duels» 20:45 uur | Litouwen | 0 – 3                                                        | Schotland | LFF-stadion, Vilnius Toeschouwers: 5.067 Scheidsrechter: Carlos del Cerro Grande (ESP) |
| 1 september WK-kwalificatie Groep F № 323 «onderlinge duels» 20:45 uur |          | 25' Stuart Armstrong 30' Andrew Robertson 72' James McArthur |           | LFF-stadion, Vilnius Toeschouwers: 5.067 Scheidsrechter: Carlos del Cerro Grande (ESP) |

|                                                                        |                                                                                      |       |          |                                                                                   |
| 4 september WK-kwalificatie Groep F № 324 «onderlinge duels» 20:45 uur | Slovenië                                                                             | 4 – 0 | Litouwen | Stožicestadion, Ljubljana Toeschouwers: 6.230 Scheidsrechter: Istvan Kovacs (ROM) |
| 4 september WK-kwalificatie Groep F № 324 «onderlinge duels» 20:45 uur | Josip Iličić 25' (pen.) Josip Iličić 61' (pen.) Benjamin Verbič 82' Valter Birsa 90' |       |          | Stožicestadion, Ljubljana Toeschouwers: 6.230 Scheidsrechter: Istvan Kovacs (ROM) |

|                                                                      |                  |       |                     |                                                                                        |
| 5 oktober WK-kwalificatie Groep F № 325 «onderlinge duels» 20:45 uur | Malta            | 1 – 1 | Litouwen            | Ta' Qalistadion, Ta' Qali Toeschouwers: 3.431 Scheidsrechter: Zaven Hovhannisyan (ARM) |
| 5 oktober WK-kwalificatie Groep F № 325 «onderlinge duels» 20:45 uur | Andrei Agius 23' |       | 53' Vykintas Slivka | Ta' Qalistadion, Ta' Qali Toeschouwers: 3.431 Scheidsrechter: Zaven Hovhannisyan (ARM) |

|                                                                      |          |                       |          |                                                                               |
| 8 oktober WK-kwalificatie Groep F № 326 «onderlinge duels» 18:00 uur | Litouwen | 0 – 1                 | Engeland | LFF-stadion, Vilnius Toeschouwers: 5.400 Scheidsrechter: Orel Grinfeeld (ISR) |
| 8 oktober WK-kwalificatie Groep F № 326 «onderlinge duels» 18:00 uur |          | 27' (pen.) Harry Kane |          | LFF-stadion, Vilnius Toeschouwers: 5.400 Scheidsrechter: Orel Grinfeeld (ISR) |

### 2018
|                                                               |                                                                                              |       |          |                                                                                          |
| 24 maart Vriendschappelijk № 327 «onderlinge duels» 17:00 uur | Georgië                                                                                      | 4 – 0 | Litouwen | Micheil Meschistadion, Tbilisi Toeschouwers: 18.000 Scheidsrechter: Alexandru Tean (MDA) |
| 24 maart Vriendschappelijk № 327 «onderlinge duels» 17:00 uur | Giorgi Papoenasjvili 15' Giorgi Kvilitaia 23' Valeri Kazaisjvili 31' Giorgi Tsjakvetadze 40' |       |          | Micheil Meschistadion, Tbilisi Toeschouwers: 18.000 Scheidsrechter: Alexandru Tean (MDA) |

|                                                               |         |                        |          | |
| 27 maart Vriendschappelijk № 328 «onderlinge duels» 18:00 uur | Armenië | 0 – 1                  | Litouwen | Republikeins Stadion Vazgen Sargsian, Jerevan Toeschouwers: 4.300 Scheidsrechter: Irakli Kvirikashvili (GEO) |
| 27 maart Vriendschappelijk № 328 «onderlinge duels» 18:00 uur |         | 45' Ovidijus Verbickas |          | Republikeins Stadion Vazgen Sargsian, Jerevan Toeschouwers: 4.300 Scheidsrechter: Irakli Kvirikashvili (GEO) |

|                                                           |                                    |       |          |                                                                                           |
| 30 mei Baltische Beker № 329 «onderlinge duels» 19:00 uur | Estland                            | 2 – 0 | Litouwen | Rakvere linnastaadion, Rakvere Toeschouwers: 1.460 Scheidsrechter: Andris Treimanis (LAT) |
| 30 mei Baltische Beker № 329 «onderlinge duels» 19:00 uur | Henrik Ojamaa 23' Mattias Käit 42' |       |          | Rakvere linnastaadion, Rakvere Toeschouwers: 1.460 Scheidsrechter: Andris Treimanis (LAT) |

|                                                           |                       |       |                   |                                                                              |
| 5 juni Baltische Beker № 330 «onderlinge duels» 18:00 uur | Litouwen              | 1 – 1 | Letland           | LFF-stadion, Vilnius Toeschouwers: 1.000 Scheidsrechter: Kristo Tohver (EST) |
| 5 juni Baltische Beker № 330 «onderlinge duels» 18:00 uur | Karolis Laukžemis 86' |       | 46' Kaspars Dubra | LFF-stadion, Vilnius Toeschouwers: 1.000 Scheidsrechter: Kristo Tohver (EST) |

|                                                             |                      |       |          |                                                                                      |
| 8 juni Vriendschappelijk № 331 «onderlinge duels» 18:00 uur | Iran                 | 1 – 0 | Litouwen | Spartak Trainingscomplex, Moskou Toeschouwers: 0 Scheidsrechter: Aleksey Eskov (RUS) |
| 8 juni Vriendschappelijk № 331 «onderlinge duels» 18:00 uur | Karim Ansarifard 88' |       |          | Spartak Trainingscomplex, Moskou Toeschouwers: 0 Scheidsrechter: Aleksey Eskov (RUS) |

|                                                              |                                                                                                  |       |          |                                                                                   |
| 12 juni Vriendschappelijk № 332 «onderlinge duels» 18:00 uur | Polen                                                                                            | 4 – 0 | Litouwen | Nationaal Stadion, Warschau Toeschouwers: 53.803 Scheidsrechter: Kevin Blom (NED) |
| 12 juni Vriendschappelijk № 332 «onderlinge duels» 18:00 uur | Robert Lewandowski 19' Robert Lewandowski 32' Dawid Kownacki 71' Jakub Błaszczykowski 82' (pen.) |       |          | Nationaal Stadion, Warschau Toeschouwers: 53.803 Scheidsrechter: Kevin Blom (NED) |

|                                                                             |          |                        |        |                                                                              |
| 7 september UEFA Nations League Groep C4 № 333 «onderlinge duels» 20:45 uur | Litouwen | 0 – 1                  | Servië | LFF-stadion, Vilnius Toeschouwers: 4.378 Scheidsrechter: Robert Madden (SCO) |
| 7 september UEFA Nations League Groep C4 № 333 «onderlinge duels» 20:45 uur |          | 38' (pen.) Dušan Tadić |        | LFF-stadion, Vilnius Toeschouwers: 4.378 Scheidsrechter: Robert Madden (SCO) |

|                                                                              |                                            |       |          |                                                                                      |
| 10 september UEFA Nations League Groep C4 № 334 «onderlinge duels» 20:45 uur | Montenegro                                 | 2 – 0 | Litouwen | Pod Goricomstadion, Podgorica Toeschouwers: 5.239 Scheidsrechter: Jakob Kehlet (DEN) |
| 10 september UEFA Nations League Groep C4 № 334 «onderlinge duels» 20:45 uur | Stefan Savić 34' (pen.) Marko Janković 36' |       |          | Pod Goricomstadion, Podgorica Toeschouwers: 5.239 Scheidsrechter: Jakob Kehlet (DEN) |

|                                                                            |                   |       |                                             |                                                                                  |
| 11 oktober UEFA Nations League Groep C4 № 335 «onderlinge duels» 20:45 uur | Litouwen          | 1 – 2 | Roemenië                                    | LFF-stadion, Vilnius Toeschouwers: 2.279 Scheidsrechter: François Letexier (FRA) |
| 11 oktober UEFA Nations League Groep C4 № 335 «onderlinge duels» 20:45 uur | Artūras Žulpa 89' |       | 13' Alexandru Chipciu 90+4' Alexandru Maxim | LFF-stadion, Vilnius Toeschouwers: 2.279 Scheidsrechter: François Letexier (FRA) |

|                                                                            |                        |       |                                                                                |                                                                                     |
| 14 oktober UEFA Nations League Groep C4 № 336 «onderlinge duels» 20:45 uur | Litouwen               | 1 – 4 | Montenegro                                                                     | LFF-stadion, Vilnius Toeschouwers: 1.515 Scheidsrechter: Robert Schörgenhofer (AUT) |
| 14 oktober UEFA Nations League Groep C4 № 336 «onderlinge duels» 20:45 uur | Rolandas Baravykas 88' |       | 10' Stefan Mugoša 35' Boris Kopitović 45' (pen.) Stefan Mugoša 86' Darko Zorić | LFF-stadion, Vilnius Toeschouwers: 1.515 Scheidsrechter: Robert Schörgenhofer (AUT) |

|                                                                             |                                                         |       |          |                                                                              |
| 17 november UEFA Nations League Groep C4 № 337 «onderlinge duels» 20:45 uur | Roemenië                                                | 3 – 0 | Litouwen | Ilie Oanăstadion, Ploiești Toeschouwers: 0 Scheidsrechter: Marco Guida (ITA) |
| 17 november UEFA Nations League Groep C4 № 337 «onderlinge duels» 20:45 uur | George Pușcaș 7' Claudiu Keșerü 47' Nicolae Stanciu 65' |       |          | Ilie Oanăstadion, Ploiești Toeschouwers: 0 Scheidsrechter: Marco Guida (ITA) |

|                                                                             |                                                                                          |       |                           |                                                                                   |
| 20 november UEFA Nations League Groep C4 № 338 «onderlinge duels» 20:45 uur | Servië                                                                                   | 4 – 1 | Litouwen                  | Partizanstadion, Belgrado Toeschouwers: 2.088 Scheidsrechter: Kristo Tohver (EST) |
| 20 november UEFA Nations League Groep C4 № 338 «onderlinge duels» 20:45 uur | Artūras Žulpa 51' (e.d.) Aleksandar Mitrović 58' Aleksandar Prijović 71' Adem Ljajić 74' |       | 64' Deimantas Petravičius | Partizanstadion, Belgrado Toeschouwers: 2.088 Scheidsrechter: Kristo Tohver (EST) |

### 2019
|                                                                     |                                           |       |                    |                                                                                               |
| 22 maart EK-kwalificatie Groep B № 339 «onderlinge duels» 20:45 uur | Luxemburg                                 | 2 – 1 | Litouwen           | Stade Josy Barthel, Luxemburg Stad Toeschouwers: 3.353 Scheidsrechter: Roi Reinshreiber (ISR) |
| 22 maart EK-kwalificatie Groep B № 339 «onderlinge duels» 20:45 uur | Leandro Barreiro 45' Gerson Rodrigues 55' |       | 14' Fiodor Černych | Stade Josy Barthel, Luxemburg Stad Toeschouwers: 3.353 Scheidsrechter: Roi Reinshreiber (ISR) |

|                                                               |              |       |          |                                                                               |
| 25 maart Vriendschappelijk № 340 «onderlinge duels» 16:00 uur | Azerbeidzjan | 0 – 0 | Litouwen | Bakcell Arena, Bakoe Toeschouwers: 3.122 Scheidsrechter: Horaţiu Feşnic (ROU) |
| 25 maart Vriendschappelijk № 340 «onderlinge duels» 16:00 uur |              |       |          | Bakcell Arena, Bakoe Toeschouwers: 3.122 Scheidsrechter: Horaţiu Feşnic (ROU) |

|                                                                   |                       |       |                      |                                                                            |
| 7 juni EK-kwalificatie Groep B № 341 «onderlinge duels» 20:45 uur | Litouwen              | 1 – 1 | Luxemburg            | LFF-stadion, Vilnius Toeschouwers: 3.623 Scheidsrechter: Ádám Farkas (HUN) |
| 7 juni EK-kwalificatie Groep B № 341 «onderlinge duels» 20:45 uur | Arvydas Novikovas 74' |       | 21' Gerson Rodrigues | LFF-stadion, Vilnius Toeschouwers: 3.623 Scheidsrechter: Ádám Farkas (HUN) |

|                                                                    |                                                                                  |       |                              |                                                                                   |
| 10 juni EK-kwalificatie Groep B № 342 «onderlinge duels» 20:45 uur | Servië                                                                           | 4 – 1 | Litouwen                     | Rode Sterstadion, Belgrado Toeschouwers: 0 Scheidsrechter: Adrien Jaccottet (SUI) |
| 10 juni EK-kwalificatie Groep B № 342 «onderlinge duels» 20:45 uur | Aleksandar Mitrović 20' Aleksandar Mitrović 34' Luka Jović 35' Adem Ljajić 90+2' |       | 71' (pen.) Arvydas Novikovas | Rode Sterstadion, Belgrado Toeschouwers: 0 Scheidsrechter: Adrien Jaccottet (SUI) |

|                                                                        |          |                                                           |          |                                                                             |
| 7 september EK-kwalificatie Groep B № 343 «onderlinge duels» 18:00 uur | Litouwen | 0 – 3                                                     | Oekraïne | LFF-stadion, Vilnius Toeschouwers: 5.067 Scheidsrechter: Irfan Peljto (BIH) |
| 7 september EK-kwalificatie Groep B № 343 «onderlinge duels» 18:00 uur |          | 7' Oleksandr Zintsjenko 27' Marlos 62' Roeslan Malinovski |          | LFF-stadion, Vilnius Toeschouwers: 5.067 Scheidsrechter: Irfan Peljto (BIH) |

|                                                                         |                              |       | |                                                                            |
| 10 september EK-kwalificatie Groep B № 344 «onderlinge duels» 20:45 uur | Litouwen                     | 1 – 5 | Portugal | LFF-stadion, Vilnius Toeschouwers: 5.067 Scheidsrechter: Bas Nijhuis (NED) |
| 10 september EK-kwalificatie Groep B № 344 «onderlinge duels» 20:45 uur | Vytautas Andriuškevičius 28' |       | 7' (pen.) Cristiano Ronaldo 62' Cristiano Ronaldo 65' Cristiano Ronaldo 76' Cristiano Ronaldo 90+2' William Carvalho | LFF-stadion, Vilnius Toeschouwers: 5.067 Scheidsrechter: Bas Nijhuis (NED) |

|                                                                       |                                               |       |          |                                                                                    |
| 11 oktober EK-kwalificatie Groep B № 345 «onderlinge duels» 20:45 uur | Oekraïne                                      | 2 – 0 | Litouwen | Metaliststadion, Charkov Toeschouwers: 32.500 Scheidsrechter: Harald Lechner (AUT) |
| 11 oktober EK-kwalificatie Groep B № 345 «onderlinge duels» 20:45 uur | Roeslan Malinovski 29' Roeslan Malinovski 58' |       |          | Metaliststadion, Charkov Toeschouwers: 32.500 Scheidsrechter: Harald Lechner (AUT) |

|                                                                       |                        |       |                                                 |                                                                                 |
| 14 oktober EK-kwalificatie Groep B № 346 «onderlinge duels» 20:45 uur | Litouwen               | 1 – 2 | Servië                                          | LFF-stadion, Vilnius Toeschouwers: 2.787 Scheidsrechter: Paweł Raczkowski (POL) |
| 14 oktober EK-kwalificatie Groep B № 346 «onderlinge duels» 20:45 uur | Donatas Kazlauskas 79' |       | 49' Aleksandar Mitrović 53' Aleksandar Mitrović | LFF-stadion, Vilnius Toeschouwers: 2.787 Scheidsrechter: Paweł Raczkowski (POL) |

|                                                                        | |       |          |                                                                                |
| 14 november EK-kwalificatie Groep B № 347 «onderlinge duels» 20:45 uur | Portugal | 6 – 0 | Litouwen | Estádio Algarve, Loulé Toeschouwers: 18.534 Scheidsrechter: Ruddy Buquet (FRA) |
| 14 november EK-kwalificatie Groep B № 347 «onderlinge duels» 20:45 uur | Cristiano Ronaldo 7' Cristiano Ronaldo 22' Pizzi 52' Gonçalo Paciência 56' Bernardo Silva 63' Cristiano Ronaldo 65' |       |          | Estádio Algarve, Loulé Toeschouwers: 18.534 Scheidsrechter: Ruddy Buquet (FRA) |

|                                                                  |                       |       |               |                                                                                      |
| 17 november Vriendschappelijk № 348 «onderlinge duels» 14:00 uur | Litouwen              | 1 – 0 | Nieuw-Zeeland | LFF-stadion, Vilnius Toeschouwers: 1.832 Scheidsrechter: Trustin Farrugia Cann (MLT) |
| 17 november Vriendschappelijk № 348 «onderlinge duels» 14:00 uur | Arvydas Novikovas 45' |       |               | LFF-stadion, Vilnius Toeschouwers: 1.832 Scheidsrechter: Trustin Farrugia Cann (MLT) |

LFF · A-internationals · Bondscoaches · Statistieken · Litouws vrouwenelftal · Olympisch elftal · Litouwen U21 · Litouwen U20 · Litouwen U19 · Litouwen U18 · Litouwen U17 · Litouwen U16
1923 – 1929 ·
1930 – 1939 ·
1940 – 1949 ·
1950 – 1989 · 
1990 – 1999 ·
2000 – 2009 ·
2010 – 2019 ·
2020 − 2029
1923 · 
1924 · 
1925 · 
1926 · 
1927 · 
1928 · 
1929 · 
1930 · 
1931 · 
1932 · 
1933 · 
1934 · 
1935 · 
1936 · 
1937 · 
1938 · 
1939 · 
1940 · 
1941–1944 · 
1945 · 
1946 · 
1947 · 
1948 · 
1949 · 
1950–1955 · 
1956 · 
1957–1978 · 
1979 · 
1980–1989 · 
1990 · 
1991 · 
1992 · 
1993 · 
1994 · 
1995 · 
1996 · 
1997 · 
1998 · 
1999 · 
2000 · 
2001 · 
2002 · 
2003 · 
2004 · 
2005 · 
2006 · 
2007 · 
2008 · 
2009 · 
2010 · 
2011 · 
2012 · 
2013 · 
2014 · 
2015 · 
2016 · 
2017 ·
2018 ·
2019 ·
2020 ·
2021
Albanië ·
Andorra ·
Argentinië ·
Armenië ·
Azerbeidzjan ·
België ·
Bosnië en Herzegovina ·
Brazilië ·
Bulgarije ·
Chili ·
Cyprus ·
Denemarken ·
Duitsland ·
Egypte ·
Engeland ·
Estland ·
Faeröer ·
Finland ·
Frankrijk ·
Georgië ·
Gibraltar ·
Griekenland ·
Hongarije ·
Ierland ·
IJsland ·
Indonesië ·
Iran ·
Israël ·
Italië ·
Joegoslavië ·
Jordanië ·
Kazachstan ·
Koeweit ·
Kosovo ·
Kroatië ·
Letland ·
Liechtenstein ·
Luxemburg ·
Mali ·
Malta ·
Moldavië ·
Montenegro ·
Nieuw-Zeeland ·
Noord-Ierland ·
Noord-Macedonië ·
Noorwegen ·
Oekraïne ·
Oostenrijk ·
Polen ·
Portugal ·
Roemenië ·
Rusland ·
San Marino ·
Saoedi-Arabië ·
Schotland ·
Servië ·
Servië en Montenegro ·
Slovenië ·
Slowakije ·
Spanje ·
Tsjechië ·
Turkije ·
Turkmenistan ·
Verenigde Arabische Emiraten ·
Wit-Rusland ·
Zweden ·
Zwitserland
AFC-zone: Afghanistan · Australië · Bahrein · Bangladesh · Bhutan · Brunei · Cambodja · China · Chinees Taipei · Filipijnen · Guam · Hongkong · India · Indonesië · Iran · Irak · Japan · Jemen · Jordanië · Koeweit · Kirgizië · Laos · Libanon · Macau · Maleisië · Maldiven · Mongolië · Myanmar · Nepal · Noord-Korea · Oezbekistan · Oman · Oost-Timor · Pakistan · Palestina · Qatar · Saoedi-Arabië · Singapore · Sri Lanka · Syrië · Tadjikistan · Thailand · Turkmenistan · Verenigde Arabische Emiraten · Vietnam · Zuid-Korea

CAF-zone: Algerije · Angola · Benin · Botswana · Burkina Faso · Burundi · Centraal-Afrikaanse Republiek · Comoren · Congo-Brazzaville · Congo-Kinshasa · Djibouti · Egypte · Equatoriaal-Guinea · Eritrea · Ethiopië · Gabon · Gambia · Ghana · Guinee · Guinee-Bissau · Ivoorkust · Kaapverdië · Kameroen · Kenia · Lesotho · Liberia · Libië · Madagaskar · Malawi · Mali · Mauritanië · Mauritius · Marokko · Mozambique · Namibië · Niger · Nigeria · Oeganda · Rwanda · Sao Tomé en Principe · Senegal · Seychellen · Sierra Leone · Soedan · Somalië · Swaziland · Tanzania · Togo · Tsjaad · Tunesië · Zambia · Zimbabwe · Zuid-Afrika · Zuid-Soedan 

CONCACAF-zone: Amerikaanse Maagdeneilanden · Anguilla · Antigua en Barbuda · Aruba · Bahama's · Barbados · Belize · Bermuda · Britse Maagdeneilanden · Canada · Kaaimaneilanden · Costa Rica · Cuba · Curaçao · Dominica · Dominicaanse Republiek · El Salvador · Frans Guyana · Grenada · Guadeloupe · Guatemala · Guyana · Haïti · Honduras · Jamaica · Martinique · Mexico · Montserrat · 
Nicaragua · Panama · Puerto Rico · Saint Kitts en Nevis · Saint Lucia · Saint Vincent en de Grenadines · Sint Maarten · Suriname · Trinidad en Tobago · Turks- en Caicoseilanden · Verenigde Staten

CONMEBOL-zone: Argentinië · Bolivia · Brazilië · Chili · Colombia · Ecuador · Paraguay · Peru · Uruguay · Venezuela

OFC-zone: Amerikaans-Samoa · Cookeilanden · Fiji · Nieuw-Caledonië · Nieuw-Zeeland · Papoea-Nieuw-Guinea · Samoa · Salomoneilanden · Tahiti · Tonga · Vanuatu

UEFA-zone: Albanië · Andorra · Armenië · Azerbeidzjan · België · Bosnië en Herzegovina · Bulgarije · Cyprus · Denemarken · Duitsland · Engeland · Estland · Faeröer · Finland · Frankrijk · Georgië · Gibraltar · Griekenland · Hongarije · IJsland · Ierland · Israël · Italië · Kazachstan · Kosovo · Kroatië · Letland · Liechtenstein · Litouwen · Luxemburg · Macedonië · Malta · Moldavië · Montenegro · Nederland · Noord-Ierland · Noorwegen · Oekraïne · Oostenrijk · Polen · Portugal · Roemenië · Rusland · San Marino · Schotland · Servië · Slovenië · Slowakije · Spanje · Tsjechië · Turkije · Wales · Wit-Rusland · Zweden · Zwitserland